# 深夜到访
《深夜到访》（英語：The Caller）是一部1987年上映的推理驚悚片，由马尔科姆·麦克道威尔和瑪多林·史密斯主演，由帝國影業独立发行。 这部电影乍一看是个简单的故事，讲述男主角想使用女主角的电话，但事情并不像表面看起来的那样。 该片与舞台剧类似，以一个主要地点为背景，只有两名演员。 这部电影在意大利拉齐奥地区拍摄。
特效总监是約翰·卡爾·伯奇勒，他因参与制作过《十三號星期五7》《猛鬼街4：幽冥鬼手》和《幽靈人種》等多部电影而闻名。

## 剧情
一名神秘男子（“到訪者”）與一名女子（“女孩”）一起來到一座森林小屋。 到訪者聲稱他的車壞了，需要借用她的電話。 事情很快就變得可疑起來。 兩人互相檢查對方的故事是否有矛盾之處。 女孩聲稱她製造事故是為了引誘該男子，然後殺死他。 該男子自稱是一名警察，正在調查該女子殺害自己家人的可能性。
這兩種說法都經不起推敲。 高潮部分揭示，這種情況實際上是一個每周進行的實驗（類似於密室逃脱），女孩如果發現到訪者故事中的缺陷，就會獲得“積分”。 獲得50點積分（幾乎不可能）的獎勵是從實驗中解脫出來。
一场争吵发生后，到访者被电源插座电击，露出了它的机械内骨骼。 据到访者透露，仍有一千名家长留在“实验”中，与他们的孩子分离，以此作为激励。 女孩冲刺到树林中暂时没有防备的边界，但却被孩子的呼唤声分散了注意力。 第二位到访者再次抓住了女孩，嘲笑她的尝试，并“重新开始”实验。

## 发行
該片原本計劃在影院上映，但實際僅在1987年的戛納電影市場和1987年的意大利MystiFest電影節上放映。 1989年12月27日，該片終於由Trans World Entertainment以录像带形式在美国发行。 米高梅于2011年3月15日发行了该片按需生产的DVD-R。
2020年7月， Vinegar Syndrome宣布将首次以蓝光形式发行原版电影拷贝的新扫描版。